# TI-86

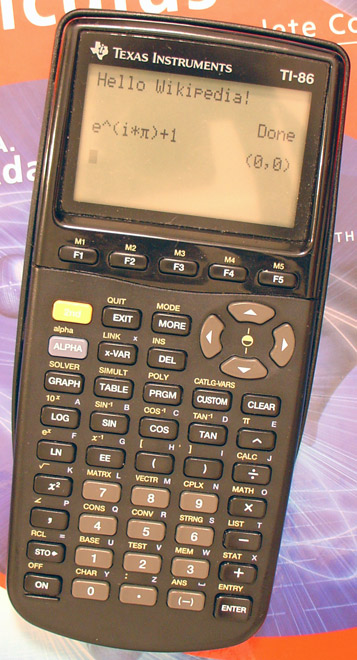
TI-86

TI-86 är en programmerbar grafritande miniräknare, introducerad 1997 och producerad av Texas Instruments. TI-86:an använder mikroprocessorn Z80 från Zilog. Den är delvis bakåtkompatibel med en äldre modell, TI-85.
TI-86:an kan ses som en modell på en nivå steget över TI-83 och TI-84. Förutom att den har en större skärm än TI-83, tillåter den användaren att mata in såväl gemena bokstäver som grekiska bokstäver. Dessutom har den fem programmerbara knappar, som underlättar navigering i menyerna och kan programmeras av användaren för snabb åtkomst till funktioner som decimaltal-till-bråktals-konvertering. Dessutom har TI-86 en smidigare hantering av bland annat vektorer, matriser och komplexa tal.

## Specifikationer
- Processor: Zilog Z80 6 MHz
- RAM-minne: 128 KiB, varav 96 KiB åtkomligt för användaren.
- ROM-minne: 256 KiB, ej utökningsbart.
- Display: 128x64 pixlars högkontrasts monokrom LCD
- Datakommunikation: Seriell länkport - tillåter två TI-86-miniräknare att kopplas till varandra; alternativt kan en TI-86 kopplas till en PC med en specialkabel.
- Programspråk: TI-BASIC, Z80 Assembler (ASM)